# AIDAmar
AIDAmar es un crucero de clase Sphinx, construido en Meyer Werft para AIDA Cruises. Este es la sexta nave de la serie Sphinx, precedida por los buques hermanos AIDAdiva, AIDAbella, AIDAluna, AIDAblu, AIDAsol y seguida por AIDAstella. AIDAmar fue entregado a la compañía naviera por Meyer Werft el 3 de mayo de 2012.
AIDAmar fue bautizado en Hamburgo el 12 de mayo de 2012.

## Concepto y construcción
AIDAmar fue ordenado el 13 de diciembre de 2007, junto con AIDAsol, en Meyer Werft por Carnival Corporation & plc, la empresa matriz de AIDA.
El 1 de abril de 2012, AIDAmar se envió a Meyer Werft en Papenburg. El quinto en una serie de seis barcos ordenados por la compañía alemana AIDA Cruises, el barco mide 252 metros de largo y 32,2 metros de ancho. Este pesa 71,300 toneladas y tiene 1,096 cabinas. Las instalaciones incluidas son una terraza adicional, una cervecería a bordo y una instalación de spa de 2.300 m. El AIDAmar es un buque insignia de AIDAblu y AIDAsol, entregado en 2010 y 2011, respectivamente. Estos barcos son un poco más grandes que las primeras tres unidades de la serie, AIDAdiva, AIDAbella y AIDAluna (68.500 toneladas, 1.025 cabinas), completadas en 2007, 2008 y 2009 por Meyer Werft. Después de abandonar el edificio cubierto en Papenburg,  el AIDAmar  descendió por el río Ems para llegar al Mar del Norte y realizar sus pruebas antes de que se entregara a la compañía en mayo. El último barco de la clase Sphinx, el AIDAstella, fue entregado por Meyer Werft a fines de 2013.

## Galería

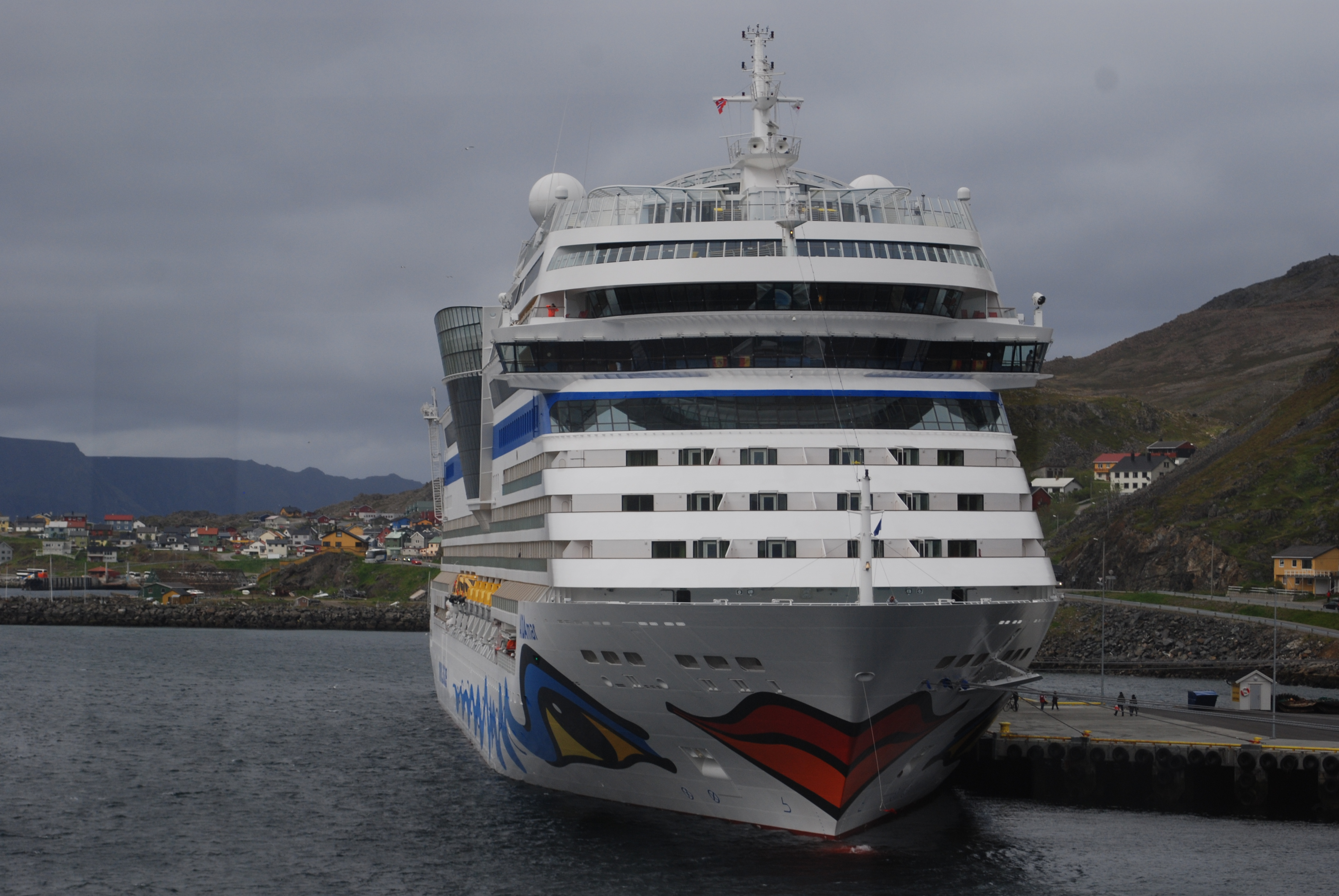
El AIDAmar en Honningsvag
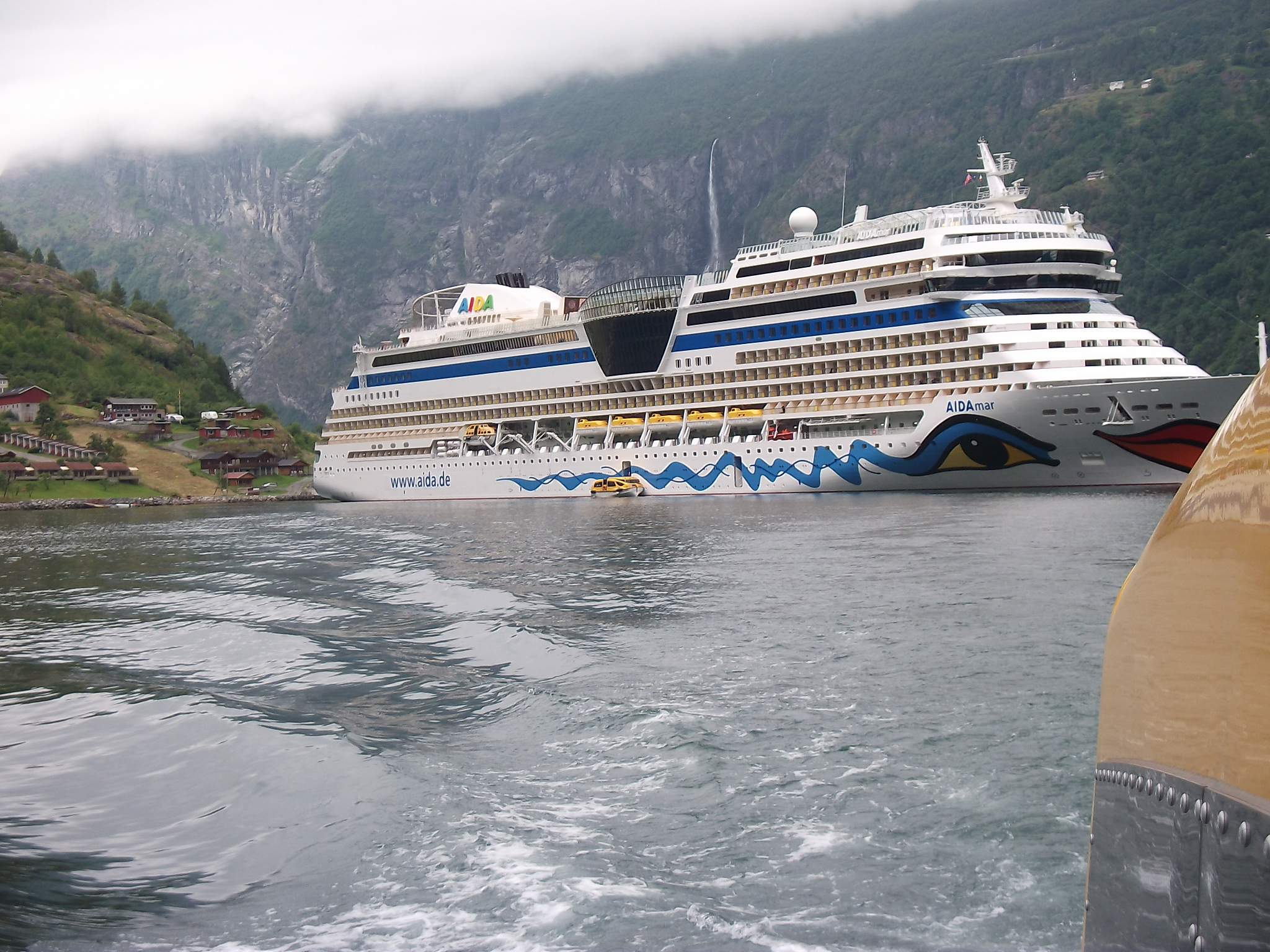
El AIDAmar en Geiranger